# 哈希姆·薩菲丁
哈希姆·薩菲丁（羅馬化：Hashim Safi Al Din； 1964年5月3日—2024年10月3日），是一名黎巴嫩什葉派教士，為什葉派武裝政治組織真主黨成員。他是真主黨前總書記哈桑·納斯魯拉的表弟，曾領導真主黨執行委員會。並且在2017年他被美國國務院列為全球特別指定恐怖分子。在纳斯鲁拉遭以色列军队暗杀前，薩菲丁通常被視為真主黨內的「二號人物」。

## 生平
1964年5月3日，薩菲丁出生在南黎巴嫩省德爾卡農恩納赫，家族為當地的什葉派名門。他是哈桑·納斯魯拉的表弟，而他的兄弟阿卜杜拉·薩菲丁則是真主黨駐伊朗的代表，根據卡桑德拉計劃的結論，阿卜杜拉負責監督武器、現金、商業產品和毒品的走私網絡，以及洗錢和為伊朗秘密核計劃和彈道導彈計劃採購零部件和技術。
薩菲丁與納斯魯拉一同在伊拉克納傑夫和伊朗庫姆學習神學，其直至在1994年被納斯魯拉召回黎巴嫩。
薩菲丁至少有兩名兒子。
2020年6月，薩菲丁的兒子賽義德·拉扎·哈希姆·薩菲丁與伊朗前聖城軍指揮官卡西姆·蘇萊曼尼的女兒宰娜卜·蘇萊曼尼結婚。
2024年，有指控稱薩菲丁的長子雷扎因涉嫌為以色列從事間諜活動而被捕。這些指控已被否認。

## 事蹟
1995年，薩菲丁被提升為真主黨最高委員會「決策協商委員會」的六名或九名成員之一，他還被任命為「聖戰委員會」的領導者。
2001年7月，他在大會中當選真主黨執行委員會首脑，負責監督真主黨的政治、社會和教育活動。
薩菲丁成为真主黨三位主要領袖之一，另外兩名是哈桑·納斯魯拉和納伊姆·卡西姆。他也被視為僅次於納斯魯拉的人物。
2006年，有報導稱薩菲丁可能被伊朗提拔為接替納斯魯拉擔任真主黨總書記的候選人。
2008年10月，薩菲丁在大會中被選為接替納斯魯拉擔任真主黨總書記的接班人。他的接班人任命得到伊朗的支持。2009年，薩菲丁再次當選為「協商委員會」成員。2010年11月，他被任命為真主黨南黎巴嫩省軍事指揮官。
2024年9月27日，哈桑·納斯魯拉在以色列空軍空襲中被擊斃後，薩菲丁於9月29日代理真主黨總書記事務。沙地阿拉伯新聞媒體阿拉伯衛星電視台和哈德思報道稱，薩菲丁已被正式指定為他的繼任者，但真主黨透過Telegram否認這一點。

### 遇刺
2024年10月4日，以色列使用碉堡剋星炸彈對黎巴嫩貝魯特發動多次空擊，目標是薩菲丁。哈德思報導其已在空襲中被擊斃。沙地阿拉伯媒體宣稱以色列已證實這一消息，但《耶路撒冷郵報》尚未證實沙地阿拉伯的報道。而黎巴嫩武裝部隊消息人士向阿拉伯語天空新聞台透露，薩菲丁在空襲倖存的機會「幾乎為零」。真主党方面表示，薩菲丁暫時失聯。10月8日，以色列总理和国防部长暗示薩菲丁已死。兩星期後，以軍宣稱已找到他的遺體，而真主黨也在一天之後證實其死訊。
2025年2月23日，薩菲丁與第三任真主黨總書記哈桑·納斯魯拉的集體葬禮在黎巴嫩貝魯特的卡密拉·夏蒙體育城體育場舉行。

## 制裁
2017年，薩菲丁被美國國務院列為恐怖分子。同年5月，他成為美國及一些阿拉伯國家（包括沙地阿拉伯、阿聯酋和巴林）對真主黨及其他九名高層成員實施制裁的對象。

## 外部鏈結
- 维基共享资源上的相關多媒體資源：哈希姆·薩菲丁